# 海上交通三法
海上交通三法（かいじょうこうつうさんぽう）とは、海上衝突予防法（昭和52年6月1日法律第62号）、海上交通安全法（昭和47年7月3日法律第115号）、港則法（昭和23年7月15日法律第174号）の三法の総称である。海上交通安全法は東京湾、伊勢湾、瀬戸内海における船舶交通について定めたものであり、また、港則法は港則法施行令別表第1で定められる港則法適用港の港内における船舶交通について定めたものである。海上交通安全法及び港則法は海上衝突予防法の特別法であり、一般法である海上衝突予防法に優先して適用される。